# Blepharita valida
Blepharita valida là một loài bướm đêm trong họ Noctuidae.